# Onthophagus rhombocephalus
Onthophagus rhombocephalus är en skalbaggsart som beskrevs av Kabakov 1983. Onthophagus rhombocephalus ingår i släktet Onthophagus och familjen bladhorningar. Inga underarter finns listade i Catalogue of Life.